# Chono
Der Volksstamm der Chono bevölkerte die Insel Chiloé und die südlich hiervon gelegenen Inseln und Fjorde bis zur Halbinsel Taitao in Südchile. Von ihrer Sprache sind nur etwa sechs Wörter erhalten geblieben. Sie lebten als Nomaden vom Fischfang und sind nach Ankunft der europäischen Siedler ausgestorben bzw. in die Bevölkerung der Insel Chiloé eingegangen (Mestizen). Die letzten Chono wurden bei einer Expedition 1835 gesichtet.
Nach dem Stamm der Chono ist der Chonos-Archipel benannt. Gleiches gilt für den Cerro Chonos auf der Livingston-Insel in der Antarktis.